# Décès en 1218
Décès
- 1214
- 1215
- 1216
- 1217
- 1218
- 1219
- 1220
- 1221
- 1222

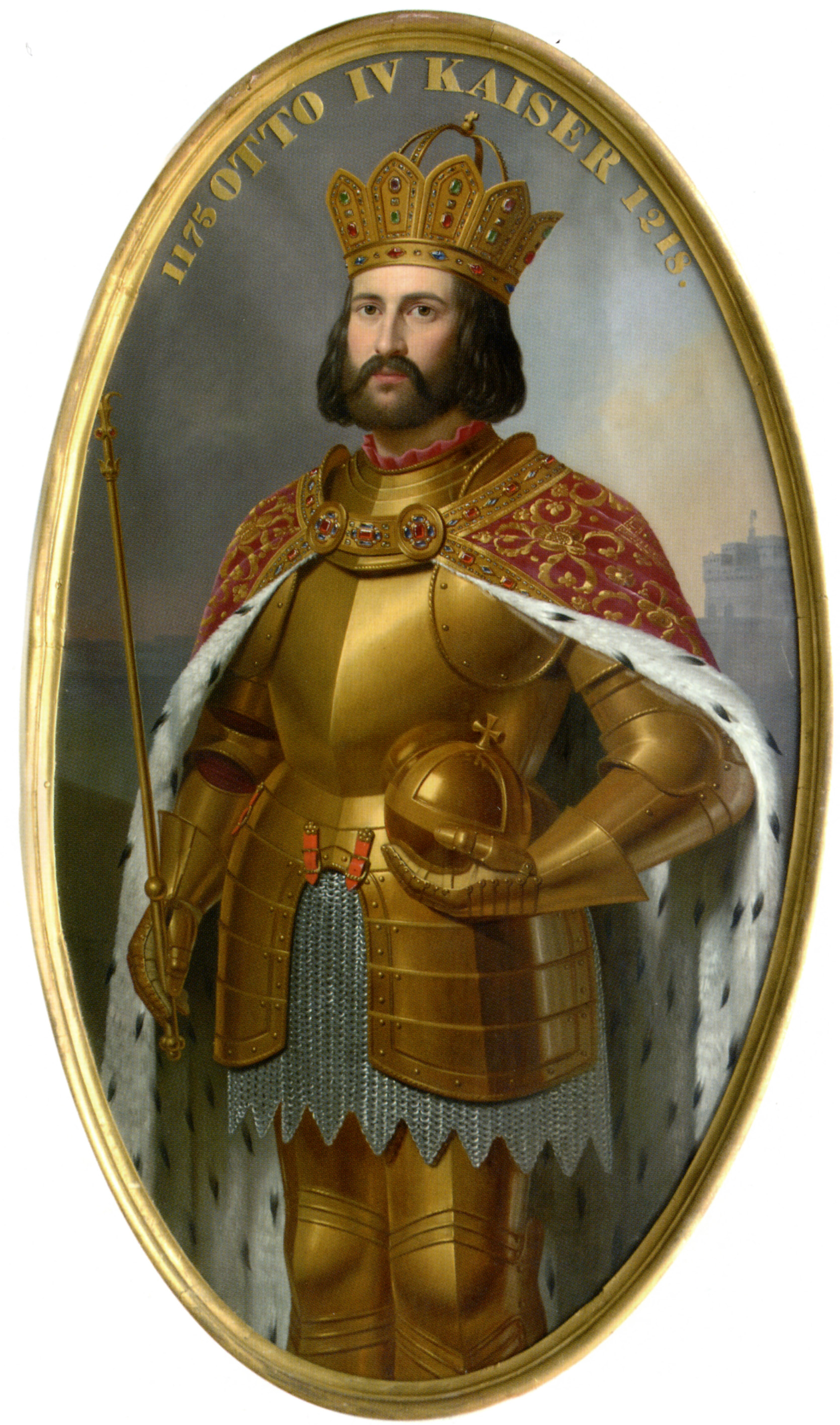
Otton IV (empereur des Romains), mort en 1218.

Cette page dresse une liste de personnalités mortes au cours de l'année 1218 :
- 23 janvier : Wolfgar d'Erla, ou Wolfgar de Passau, né Wolfgar de Leibrechtskirchen, évêque de Passau, Patriarche d'Aquilée, diplomate et juge suprême du Saint-Empire.
- 2 février : Constantin Vladimirski, prince de Vladimir.
- 12 février : Alice de Courtenay, dame de Courtenay.
- 18 février : Berthold V de Zähringen, dernier duc de Zähringen.
- 3 mars : Rostislav II de Kiev, ou Rostislav II de Kiev, prince du Rus' de Kiev de la dynastie des Riourikides.
- 6 mars : Othon Ier, évêque de Münster.
- 18 mars : Raoul des Iles, bénédictin français, dix-neuvième abbé du Mont Saint-Michel.
- 16 ou 22 avril : Thibaut VI de Blois, comte de Blois et de Clermont.
- 19 mai : Otton IV, comte de Poitou et empereur des Romains.
- 20 juin : Mathilde Ire de Bourbon, aussi connue sous le nom de Mahaut de Bourbon ou Marguerite de Bourbon, dame de Bourbon.
- 25 juin : Simon IV de Montfort, abattu par le jet d’une perrière devant Toulouse, seigneur de Montfort-l'Amaury, comte de Leicester, vicomte d'Albi, de Béziers et de Carcassonne , et comte de Toulouse.
- 6 juillet : Eudes III de Bourgogne, duc de Bourgogne.
- 29 ou 30 juillet : Louis II de Looz, comte de Looz.
- 2 août : Henri de Looz, comte de Looz.
- 26 août : Guillaume de Chartres 14e maître des Templiers.
- 31 août : Al-Adel, ou Al-Malik al-`Âdil Sayf ad-Dîn Safadin, dit le Juste, sultan d’Égypte.
- 11 septembre : Pierre Giraud, évêque de Saint-Malo de 1184 à 1218.
- 28 décembre : Robert II de Dreux, dit le Jeune, comte de Dreux, de Brie et de Braine.

- Adélaïde de Gueldre, comtesse consort de Hollande.
- Adolphe III de Berg, comte de Berg.
- Comita de Torres, juge de Logudoro et de Gallura.
- Girard de Cros, archevêque de Bourges.
- Dreux IV de Mello, chevalier croisé français puis connétable de France.
- Drogön Rechen, ou Drogon Renchen Sonam Drakpa, lama tibétain de l'école Karma Kagyu du bouddhisme tibétain.
- Guillaume III de Juliers, comte de Juliers.
- Guillaume Ier des Baux-Orange, prince d'Orange et vice-roi du Royaume d'Arles.
- Hervé II de Léon (seigneur de Léon).
- Hugues Ier de Chypre, roi de Chypre.
- Kütchlüg, chef turc chrétien nestorien de Mongolie de la tribu des Naïmans, Gur Khan du Kara Khitaï.
- Naré Maghann Konaté, roi du Manding (actuelle Guinée).
- Pierre Giraud, évêque de Saint-Malo.
- Mathilde de Portugal, comtesse de Flandre et duchesse de Bourgogne.
- Robert de Courçon, cardinal anglais.

date incertaine (vers 1218)
- Helvis de Lusignan, princesse de Chypre et de Jérusalem.

## Crédit d'auteurs
- Cet article est partiellement ou en totalité issu de l'article intitulé « 1218 » (voir la liste des auteurs).